# St Clether
St Clether – wieś w Anglii, w Kornwalii. Leży 91 km na północny wschód od miasta Penzance i 324 km na zachód od Londynu.